# Distretto di Gölbaşı (Adıyaman)
Il distretto di Gölbaşı (in turco Gölbaşı ilçesi) è uno dei distretti della provincia di Adıyaman, in Turchia.